# Perizoma mundata
Perizoma mundata là một loài bướm đêm trong họ Geometridae.